# Kwame Nkrumah-Acheampong
Kwame Nkrumah-Acheampong, přezdívaný Sněžný leopard (* 19. prosince 1974 Glasgow, Spojené království) je ghanský lyžař, první reprezentant své země na zimních olympijských hrách. Na hrách ve Vancouveru skončil ve slalomu na 53. místě a dokončil tak jako předposlední z klasifikovaných jezdců.